# Magliocco

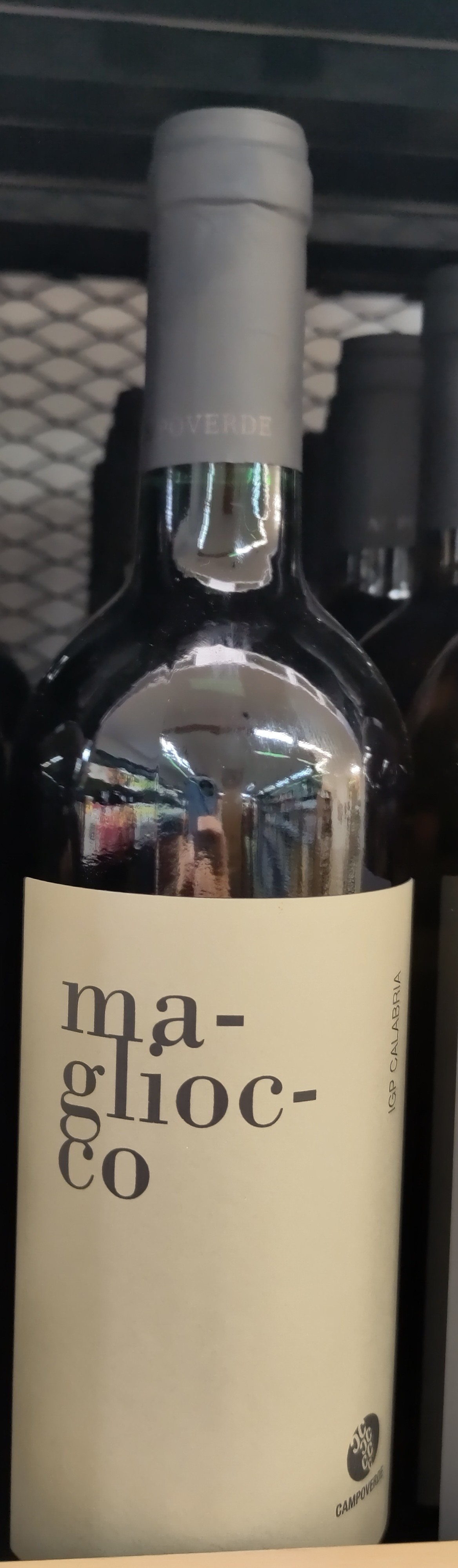
Vino fatto con vitigno Magliocco

Il Magliocco, o Magliocco dolce o Guarnaccia nera, è un tipo di vitigno italiano a bacca nera presente in Calabria e in Campania anticamente utilizzato come vino da taglio, oggi viene vinificato in purezza o con altre uve. Il Magliocco dolce è uno dei principali vitigni autoctoni indicati nel disciplinare di produzione dei vini Dop Terre di Cosenza.

## Storia
Non se ne conoscono le origini anche se potrebbe essere stato importato dall'antica Grecia. Rientra in alcune DOC calabresi (Verbicaro rosato e rosso) e nella DOC Ischia Rosso. Il vino rosso ottenuto dalla Guarnaccia ha una componente aromatica, ma non sembra avere una parentela genetica con la Grenache francese, come forse il nome e le caratteristiche di aromaticità parrebbero indicare.